# Museo delle carrozze (Santa Maria Capua Vetere)
Il Museo delle carrozze sorge nell'Istituto incremento ippico di Santa Maria Capua Vetere.
L'Istituto incremento ippico ha una estensione di circa 90.000 m² di cui il 60% per il paddocks e spazi per il moto dei cavalli. 
Il ruolo principale dell'Incremento è la salvaguardia ed il miglioramento delle produzioni equine in particolare, della famosa razza "salernitana".

## Collezione
II museo raccoglie una collezione di carrozze ben conservate che erano in uso al Comando del presidio militare di Caserta. 
Tra i pezzi più importanti che risalgono alla fine dell'800 si ricordano: 
1. carrozza a canestro di vimini "Victory" (modello di carrozza costruita per la regina Vittoria d'Inghilterra)
2. una Break con diversi posti a sedere a con accesso posteriore (mezzo di trasporto equivalente al nostro pullman)

Insieme alle carrozze sono esposti anche numerosi carri che servivano per trasportare gli approvvigionamenti all'istituto, lo scheletro di un cavallo, finimenti, attrezzi vari per la bottega del maniscalco.